# Борщ Ірина Михайлівна
Ірина Михайлівна Борщ (нар. 29 червня 1966) — українська футболістка, воротарка.

## Життєпис
Дорослу футбольну команду розпочала 1992 року в київському «Олімпі», який наступного сезону перейменували в «Торнадо». Сезон 1994 розпочинала в київській «Аліні» та чернігівській «Легенді». По ходу сезону 1994 року переїхала до Росії, де підсилила «Калужанку». Перший матч за колектив провела 15 січня 1994 року проти команди «Серп і Молот» (1:1). 3 липня 1995 року у першому матчі 1/2 фіналу Кубку Росії проти ЦСК ВПС замінила польову гравчиню Надь на 62-й хвилині.

## Досягнення
- Вища ліга Росії
  -  Срібний призер (1): 1994

- Вища ліга України
  - 4-те місце (2): 1992, 1993